# Фрей, Генрих
Генрих Фрей (нем. Johann Friedrich Heinrich Konrad Frey; 1822—1890) — немецкий зоолог и анатом.

## Биография
С 1838 года изучал медицину в Бонне, Берлине и Гёттингене и в последнем из этих университетов стал ассистентом профессора Фукса.
В 1847 году Фрей начал читать лекции по медицине в Гёттингене и уже в 1848 году приглашён в качестве профессора гистологии и сравнительной анатомии в Цюрих, где он в то же время состоял директором Института микроскопической анатомии. После учреждения политехникума Фрей читал лекции по зоологии в этом заведении. Фрей был весьма многосторонний ученый: его работы касаются анатомии беспозвоночных, гистологии человека, микроскопической техники, энтомологии. Фрей собрал великолепную коллекцию насекомых, особенно богатую редкими представителями Microlepidoptera. Сочинения Фрея по гистологии, а также его книга о микроскопе пользуются большой известностью и переведены на все европейские языки.

## Труды
- «Anatomie der wirbellosen Tiere» (Лейпциг, 1847) и «Beiträge zur Kenntnis wirbellosen Tiere» (Брауншвейг, 1847) — совместно с Р. Лейкартом;
- «Handbuch der Histologie und Histochemie des Menschen» (5-е изд., Лейпциг, 1875);
- «Das Mikroskop und die mikroskopische Technik» (Лейпциг, 1863; 8-е изд., 1886);
- «Grundzüge der Histologie» (Лейпциг, 1875; 3-е изд., 1885).

В области энтомологии особенно важны следующие сочинения: 
- «Die Tineen und Pterophoren der Schweiz» (Цюрих, 1856);
- «Revision der Nepticulen» (Liunaea, 1857);
- «Das Tineengenus Elachista» (там же, 1859);
- «Das Tineengenus Ornix» (там же, 1863);
- «Die Lepidopteren der Schweiz» (Цюрих, 1880).

Φрей принимал участие в издании «Monatsschrift des wissenschaftlichen Vereines in Zürich» (1856—89) и крупного труда Стэнтона: «Natural History of the Tineina».